# Nicolas De Lange
Nicolas De Lange (Gent, 30 september 1989) is een Belgische voetballer die sinds het seizoen 2010/2011 onder contract staat bij VW Hamme.
Nicolas De Lange kwam in 2007 bij het fanionelftal van KV Mechelen. Daarvoor doorliep hij de jeugdreeksen van onder meer de plaatselijke club Nederhasselt, KSV Sottegem en Eendracht Aalst. Op 16-jarige leeftijd speelde hij voor het eerst mee in de eerste ploeg van Aalst (seizoen 2006 - 2007) en werd hij de jongste doelpuntenmaker uit de clubgeschiedenis.
Een opmerkelijkste resultaat tot dusver is een hattrick bij de beloften van KV Mechelen, tegen Cercle Brugge.
In het seizoen 2008/2009 en 2009/2010 kwam hij op huurbasis uit voor VW Hamme.
Op de site van KV Mechelen werd bij het persbericht over de transfer van Giuseppe Rossini aangekondigd dat De Lange vanaf het seizoen 2010/2011 door VW Hamme wordt overgenomen.
| seizoen | club            | land   | competitie     | wed. | goals |
| ------- | --------------- | ------ | -------------- | ---- | ----- |
| 2006/07 | Eendracht Aalst | België | 3e klasse A    | 11   | 1     |
| 2007/08 | KV Mechelen     | België | Jupiler League | 0    | 0     |
| 2008/09 | → VW Hamme      | België | Exqi League    | 28   | 3     |
| 2009/10 | → VW Hamme      | België | 3e klasse A    | 17   | 8     |
| 2010/11 | VW Hamme        | België | 3e klasse A    | 7    | 3     |
| 2011/12 | VW Hamme        | België | 3e klasse A    | 20   | 8     |
|         |                 |        | Totaal         | 83   | 23    |